# Hortensia de nundinis
La lex Hortensia de nundinis ('Hortensia sobre els mercats') va ser una antiga llei romana establerta pel dictador Quint Hortensi l'any 287 aC. La llei habilitava determinats dies festius però en els que se celebrava mercat, a fi i efecte de què els pagesos que aquells dies anaven a ciutat poguessin arreglar els seus afers.